# Pride Radio
Pride Radio DK er en dansk 24-timers internetradiokanal for og af homo-, bi- og transseksuelle (LGBT). Produktionen forestås af OutPride Online.

## Konceptet
Stationen har siden sommeren 2010 sendt i døgndrift via internettet, men flere af kanalens programmer sendes af FM-stationer over hele landet. Det er bl.a. programmerne Pride Radio Weekly og The Gay Jazz Hour.
Målet er, at minimum 85 % af den spillede musik skal såkaldt "out-musik" – dvs. være indspillet af kunstnere, der er erklærede homo-, bi- eller transseksuelle. I den forbindelse besøges studiet også af en række spillede kunstere.
Lokalradiostationen Radio Rosa, der havde samme målgruppe som Pride Radio DK, lukkede den 4. august 2010, hvilket betød, at internetstationen nu er den eneste LGBT-radiostation for Danmark.
Redaktion er bygget op af en række frivillige LGBT-personer bosiddende i hele landet. Desuden samarbejder man med internationale LGBT-redaktioner.

## Copenhagen Pride
I forbindelse med Copenhagen Pride udgav stationen en række podcasts ("PrideCasts") i 2007, 2008 samt i 2009. I det sidste af årene blev dækningen udvidet med dagligt to sendetimer i København via Nørrebro Radio og omfattede desuden World Outgames 2009.
Efter en række uheldige episoder, der involverede arrangørerne bag Copenhagen Pride, valgte bestyrelsen bag Copenhagen Pride at afbryde samarbejdet for år 2010. Dette betød, at der ikke blevet produceret podcasts fra årets arrangement.